# ۲۰۴ (میلادی)
۲۰۴ (میلادی) دویست  و چهارمین سال تقویم میلادی است.

## زادگان
- فلوطین

## درگذشتگان
‎